# Goahti

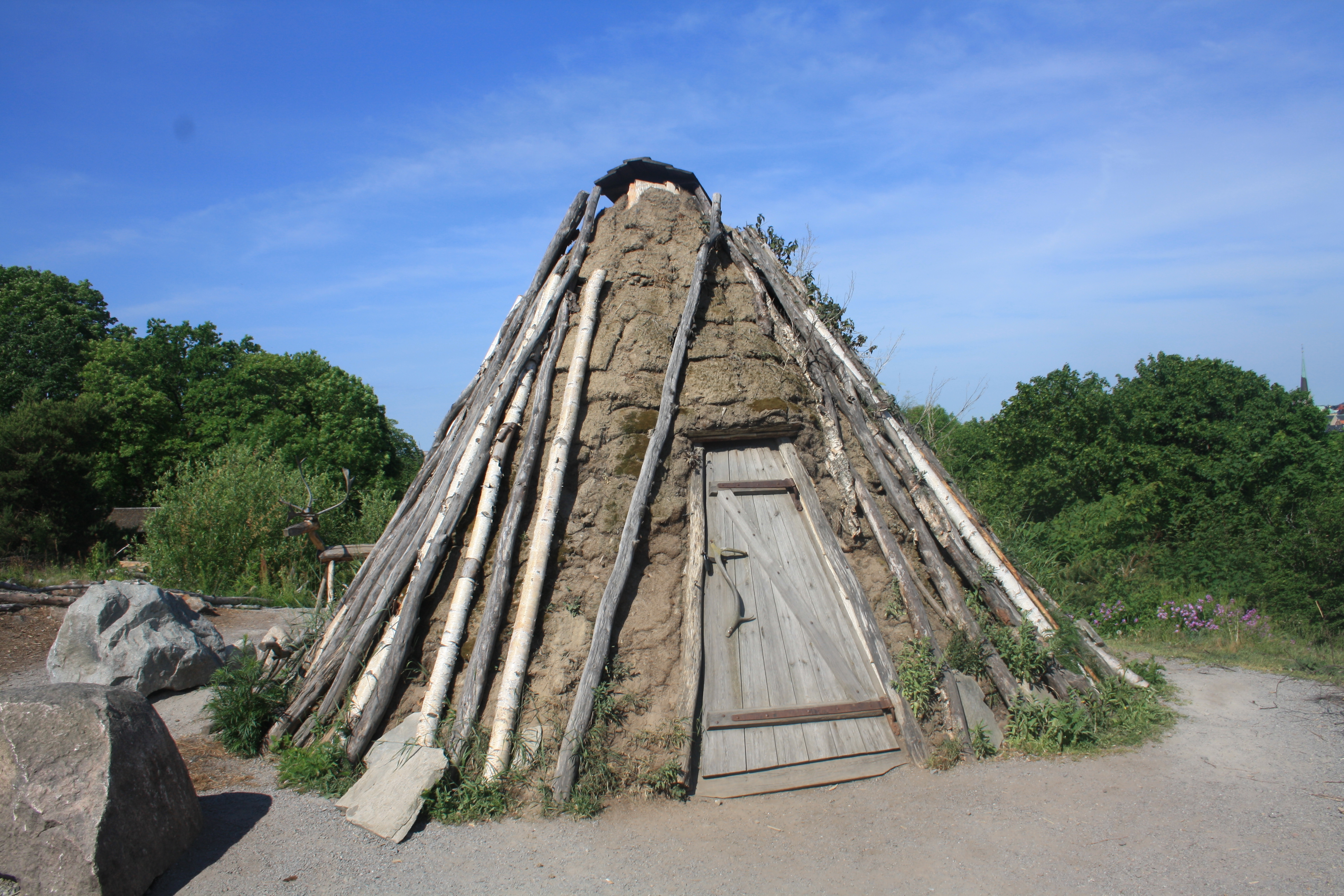
Rekonstrukce goahti s rašelinou ve skanzenu

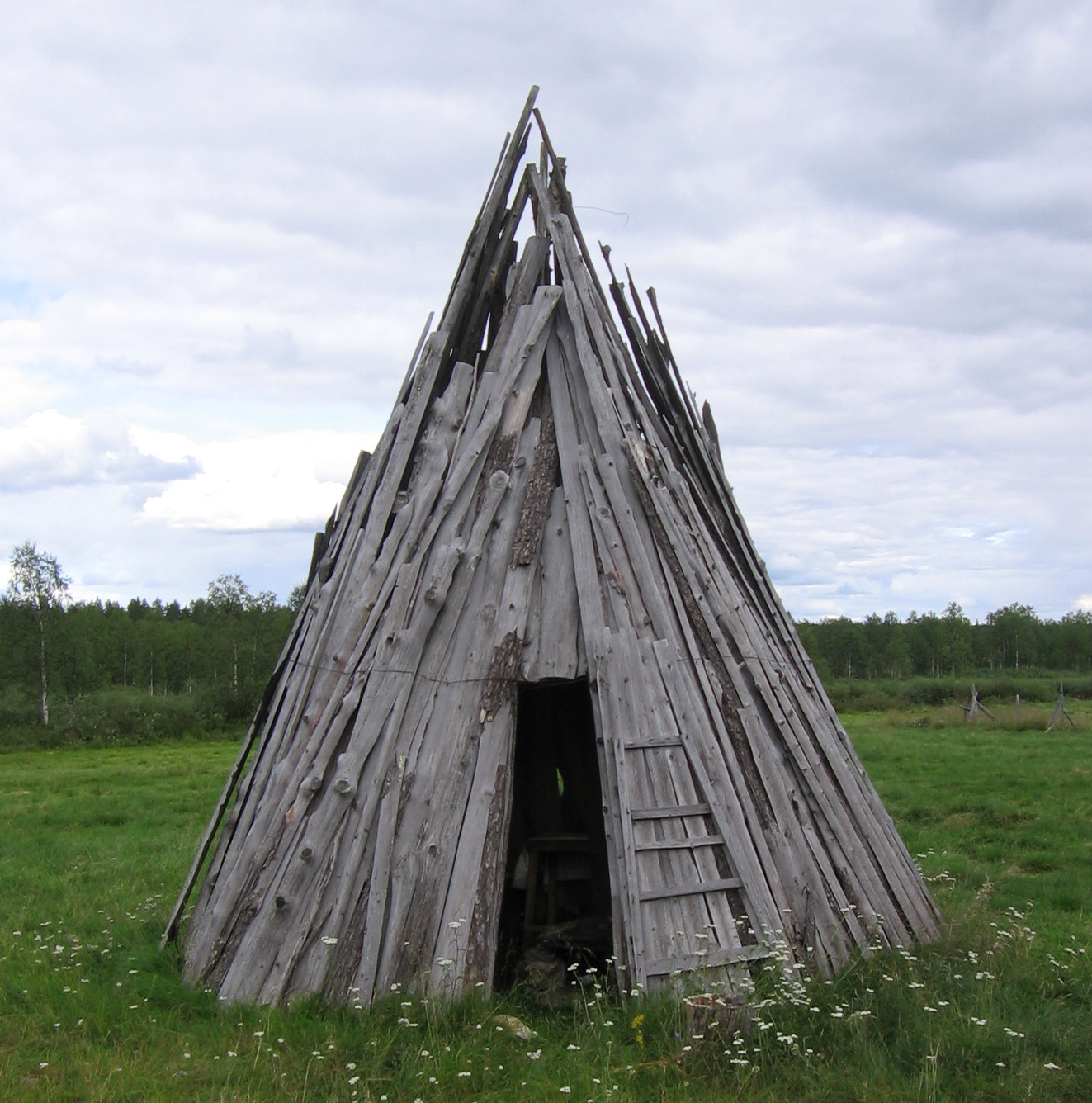
Rekonstrukce dřevěného goahti

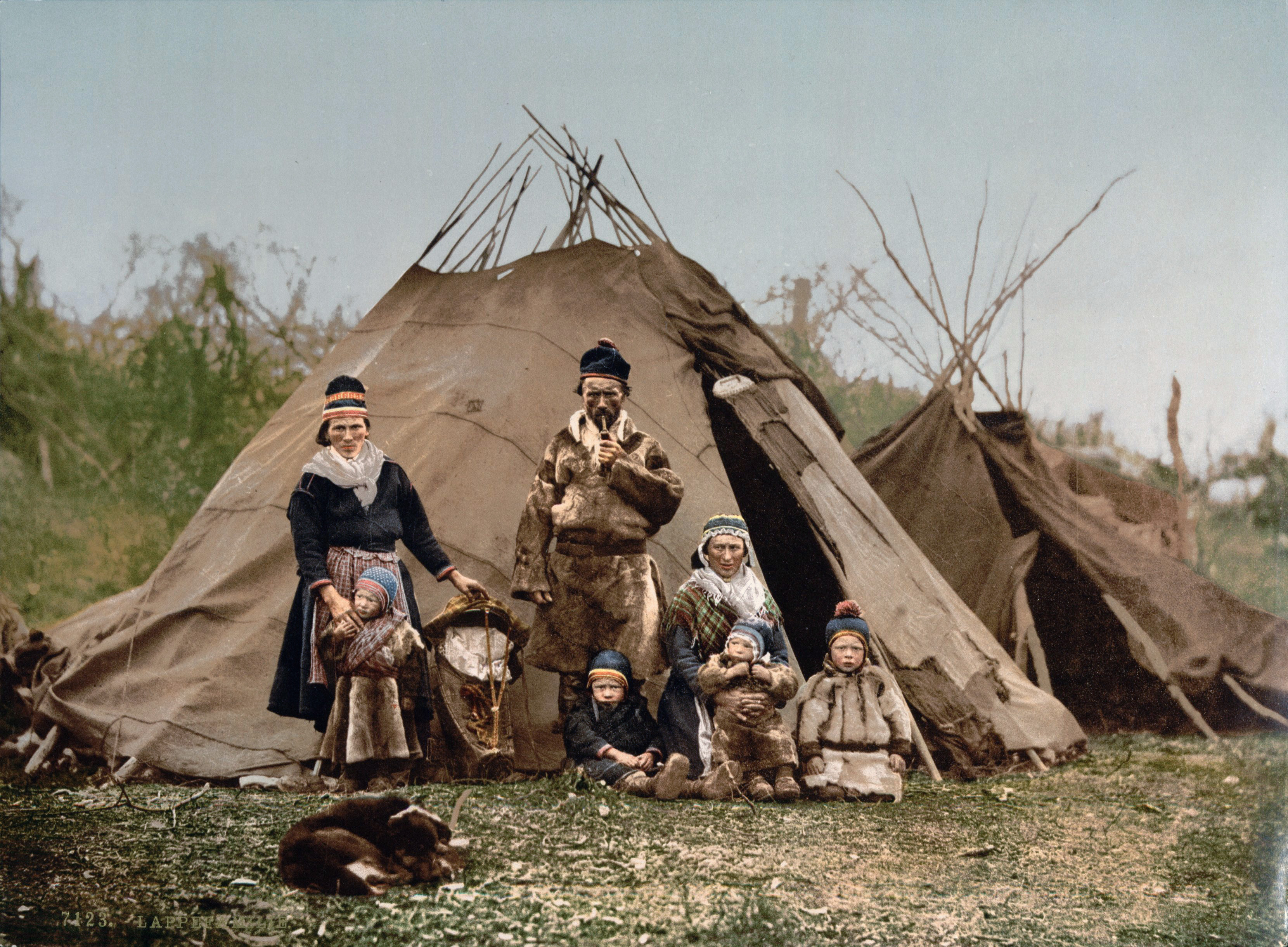
Sámská rodina před goahti. Stan v pozadí je lavvu. Mějte na paměti rozdíly v umístění tyčí u obou struktur.Tato fotografie byla pořízena v roce 1900 v severní Skandinávii.

Goahti  (též gábma, gåhte, gåhtie  a gåetie, norský gamme, finsky kota,  švédsky kata) je sámská chýše nebo stan krytý textilií, rašeliníkem nebo dřevem. Goahti pokryté tkaninou vypadají velmi podobně jako sámské lavvu, ale často je jejich konstrukce o něco větší. Ve své stanové verzi se goahti také nazývá lavvu se "zakřivenými tyčemi" nebo "chlebové" lavvu, protože má prodloužený tvar, zatímco lavvu má kruhový tvar.

## Konstrukce
Vnitřní konstrukce tyčí je takto: 1) čtyři tyče zakřivené na jednom konci (2,4–3,7 m dlouhé), 2) jedna rovná vodorovná středová tyč (1,5–2,5 m dlouhá) a 3) přibližně tucet přímých stěnových tyčí (3–4,5 m dlouhých). Všechny velikosti tyčí se mohou značně lišit.
Čtyři zakřivené tyče jsou ohnuty přibližně na úhel 130°. Dvě z těchto těchto tyčí mají na jednom konci vrtané díry, přičemž tyto konce jsou spojeny dlouhou vodorovnou středovou tyčí, která je vložen do zmíněných tyčí. Ostatní dvě zakřivené tyče jsou také spojeny na druhém konci dlouhé tyče. Když je tato struktura vztyčena, vytvoří se čtyřnohý podstavec s dlouhou tyčí nahoře a ve středu konstrukce. U čtyřnohé konstrukce, která je asi 1,5 až 2,5 metrů vysoko, se proti kostře položí přibližně deset nebo dvanáct rovných "stěnových sloupků". Plachta na goahti, dnes obvykle vyrobená z plátna, je položena na kostře a je dole přivázána. Na goahti může být i více vrstev, které kryji konstrukci.
Rozdíl mezi goahti a lavvu je vidět při pohledu na vrchol kostry. Lavvu bude mít tyče spojující se, goahti bude mít tyče oddělené a nebudou u sebe.

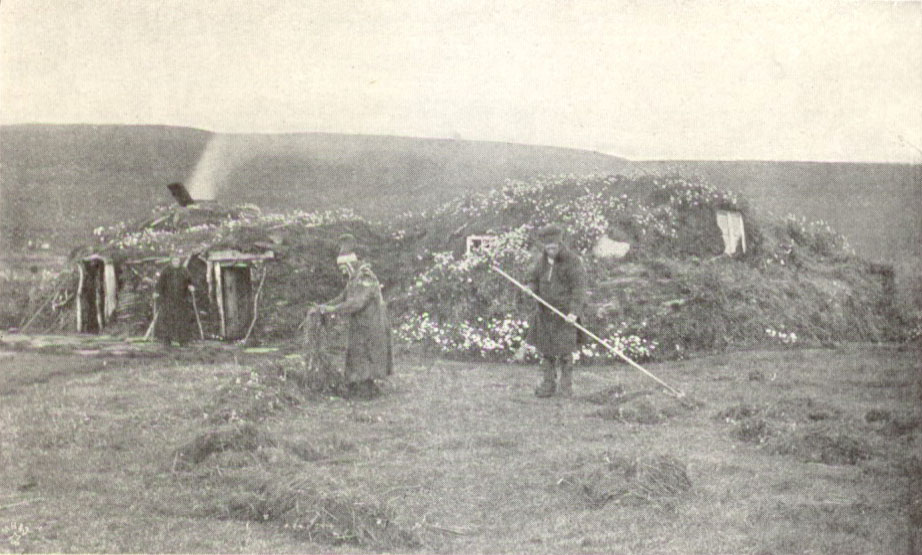
Rašelinové goahti o okrese Øst-Finnmark. Konec 19. století.

Drnová verze goahti má plátno nahrazené dřevem položeným na kostře pokryté březovou kůrou a pak rašelinou, aby byla zajištěna trvanlivost konstrukce.

## Doprava a použitelnost
Tradičně Sámové převáželi celou demontovanou konstrukci s tím, že své domestikované soby používali jako nákladní zvířata pro přepravu nebo tažení tyčí při následování stád sobů. Dnes kvůli nepříjemné velikosti zakřivených tyčí Sámové tuto konstrukci používají méně často jako přepravitelný přístřešek. Aby Sámové dodržovali své kulturní tradice, častěji používají lavvu pro své kempingové stavby.
V pobřežních oblastech více usedlí pobřežní Sámové  až do druhé světové války používali rašelinové goahti jako kombinovanou stavbu zároveň pro lidi a pro hospodářská zvířata.

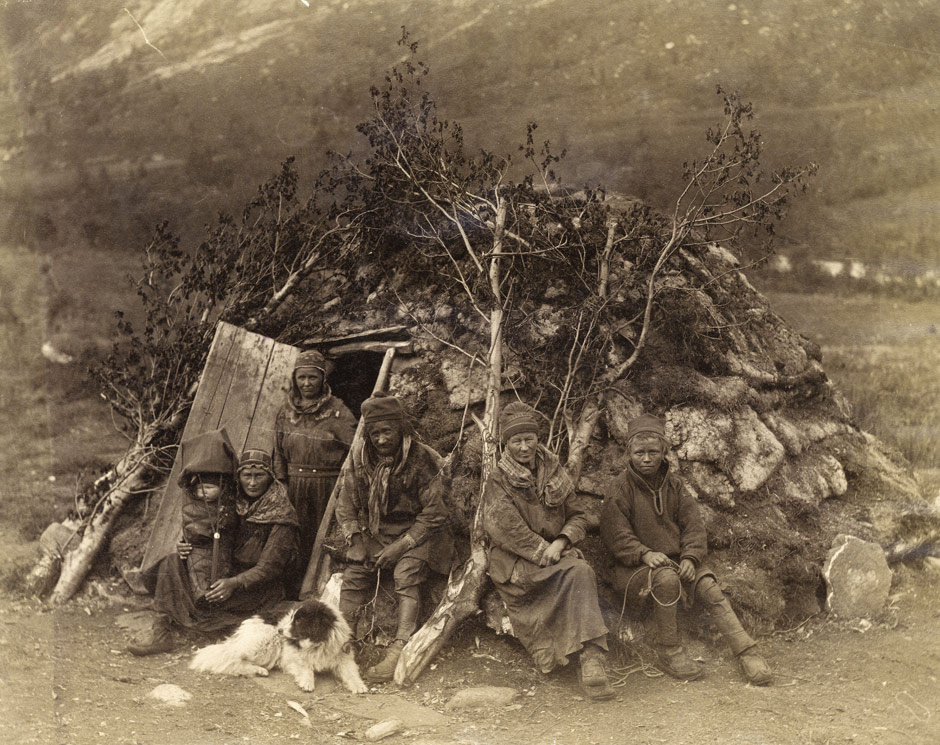
Goahti. 70. léta 19. století